# Катепанат Рас
Катепанат Рас, односно Рашки катепанат или Рашка катепаникија (грч. Κατεπανίκια του Ρασου) је била византијска војно-управна област, односно катепанат (грч. κατεπανίκιον), која је постојала у периоду од око 971. до око 976. године, а обухватала је источни део средњовековних српских земаља у унутрашњости. На челу обласне управе налазио се царски намесник, односно катепан, са седиштем у тврђави Рас, по којој је катепанат и добио име.
Оснивање катепаната са седиштем у Расу било је последица освајачке политике византијског цара Јована I Цимискија, који је током 971. године довршио покоравање Првог бугарског царства, а затим је запосео и део српских земаља, укључујући и источну област дотадашње Кнежевине Србије. Катепанат није био дугог века, пошто је већ током 976. године дошло до избијања словенског устанка на ширем простору од Македоније до Бугарске, услед чега је пропала и византијска управа у српским областима, које су делимично потпале под власт новоствореног Самуиловог царства.

## Оснивање
Византијски цар Нићифор II Фока је 965. године одбио да Бугарима исплати данак који је мировним споразумом из 927. године био предвиђен. Међутим, Нићифор је био презаузет ратовањем на истоку како би се у потпуности могао посветити рату са Бугарском. Због тога у помоћ позива своје савезнике Русе. Свјатослав, руски кнез, одазива се позиву. Византинци су рачунали на то да Руси изврше само дипломатски притисак на Бугарску. Свјатослав је, међутим, покренуо огромну војску која је убрзо освојила кључне територије Првог бугарског царства на североисточном Балкану (967-969). Страховити пораз су Бугари доживели у бици код Силистре која је вођена на пролеће 968. године. Бугари су признали врховну власт Русије. Нови византијски цар, Јован I Цимискије, био је заузет гушењем устанка Варда Фоке због чега није стигао да интервенише по питању експанзије Русије. Почетком следеће, 971. године, Цимискије покреће кампању против Руса. Победама код Аркадиополиса и Доростре, Цимискије је протерао Русе са Балкана. Реокупација Балканског полуострва окончана је крајем 971. године.

## Србија до стварања катепанатa
Након Симеонове смрти (927), његов наследник Петар склопио је мир са Византијом. Бугарски цар био је под јаким утицајем Романа Лакапина. У таквој ситуацији створени су услови за ослобођење Србије. Часлав је побегао из Бугарске и вратио се у Србију. Признао је врховну власт византијског цара и од њега затражио помоћ. Цар Константин Порфирогенит пише да је Часлав „средио и населио земљу и као архонт се у њој учврстио“. Није позната територија на којој је Часлав владао. На западу се граничио са Далмацијом, а на западу и југозападу са Захумљем, Травунијом и Дукљом. У саставу Србије је засигурно био град Салинес (касније Соли, данашња Тузла) што наводи Порфирогенит као један од насељених српских градова. У оквиру Чаславове Србије била је и Босна која је у 10. веку обухватала само долину истоимене реке. На северу, Србија се простирала највероватније до реке Саве. Крај Часлављеве владавине познат је само по легендарним казивањима у Барском родослову (Летопису попа Дукљанина). У Босну је продро мађарски кнез Киш пљачкајући и пустошећи земљу. Часлав га је поразио у дринској жупи. Киш је погинуо у бици. Жељни освете, Мађари су покренули нов поход. Овога пута борбе су вођене у сремској области, у равницама јужно од Саве. У изненадном ноћном нападу Часлав је заробљен. По наговору удовице претходног мађарског главара, удављен је у Сави. Са Чаславом се прекида низ познатих владара из најстарије српске династије, али не због тога што је она изумрла већ због тога што о њој нема вести. Оно што се у Летопису казује о наводним Часлављевим наследницима фантастично је и не одговара општим приликама тога времена. Територија Чаславове Србије распала се на источни (Босна) и западни (Рашка) део.

## Катепанат Рас
Подаци о катепанату током владавине цара Цимискија не постоје. Сигилографски материјал допуњује слику нових функционера балканских провинција након реокупације. Пронађен је печат рашког стратега из времена владавине Јована Цимискија или његовог претходника Нићифора Фоке. Византијски стратег био је протоспатар и катепан протоспатар Јован.
Након смрти Јована Цимискија, у Македонији, једном делу некадашњег Симеоновог царства, избио је устанак комитопула, синова комеса Николе, месног властодршца у области Преспе и Охрида. Једини преживели комитопул, Самуило, прогласио се за цара и, користећи се заузетошћу новог византијског цара Василија (976-1025), проширио територију своје државе на Македонију, Тесалију и Епир, старе бугарске земље (између планине Балкан и Дунава) и територије на западу до Београда и Сирмијума. Обнова Бугарског царства под Самуилом, која је уследила већ 976. године, омогућила је осамостаљење Србије. Ипак, према наводима Попа Дукљанина рашки жупан је остао у зависном положају према дукљанском кнезу (краљу).